# Aybüke Pusat

Aybüke Pusat, 2023

Aybüke Pusat (* 25. Februar 1995 in Ankara) ist eine türkische Schauspielerin, Model und Balletttänzerin. Sie war Titelträgerin des Miss Earth Turkey 2014. Außerdem vertrat sie ihr Land beim Miss Earth 2014.

## Leben und Karriere
Pusats Familie mütterlicherseits ist tatarischer Abstammung. Sie studierte am Hacettepe Üniversitesi Ankara Devlet Konservatuvarı. Ebenso absolvierte sie die Anadolu Üniversitesi.
Ihr Schauspieldebüt gab Pusat 2014 in der Serie Medcezir. Danach spielte sie als Nebendarstellerin in Beş Kardeş und O Hayat Benim mit. 2016 bekam sie ihre erste Hauptrolle in der Serie Familya. Ihre nächste Hauptrolle bekam sie 2017 in Söz. Außerdem trat sie 2018 in Şahin Tepesi auf. Ihre erste Kinorolle war die Pusat 2019 im Film Kapı. Im gleichen Jahr spielte sie in der Komödie Her Yerde Sen mit.
2020 bekam Pusat mit Furkan Andıç die Auszeichnung Butterfly Award für das beste Schauspielpaar. Die Serie Her Yerde Sen wurde als einzige türkische Produktion in die The-Guardian-Liste der 52 romantischen Komödien zum Valentinstag 2021 aufgenommen. Anschließend spielte sie in der Netflixserie 50M2 mit. 2021 wurde Pusat für Alef gecastet. Aktuell (2022) spielt sie in Hayaller ve Hayatlar mit.
Pusat wurde aus der Besetzung der Serie Teşkilat, in der sie mitspielte, entfernt, nachdem sie über ihren Social-Media-Account zur Unterstützung des Boykotts am 2. April 2025 aufgerufen hatte.

## Filmografie
Filme
- 2019: Kapı

Serien
- 2014: Medcezir
- 2015: Beş Kardeş
- 2015–2016: O Hayat Benim
- 2016: Familya
- 2017–2018: Söz
- 2018: Şahin Tepesi
- 2019: Her Yerde Sen
- 2021: 50M2
- 2022: Alef
- 2022: Hayaller ve Hayatlar
- 2023–2025: Teskilat